# Мартинес, Ласаро (легкоатлет, 1997)
Ласаро Мартинес (исп. Lázaro Martínez Santray; род. 3 ноября 1997, Гуантанамо) — кубинский легкоатлет, который специализируется в тройном прыжке, серебряный призёр чемпионата мира 2023 года. Участник летних Олимпийских игр 2016 года.

## Карьера
Мартинес родился в семье бывшей бегуньи на 400 метров Изабель Контрерас. Первоначально он занимался несколькими видами спорта, включая баскетбол и дзюдо, пока ему не исполнилось 10 лет. Именно его мать побудила заняться легкой атлетикой и определила его к своему другу-тренеру. Он начал специализироваться на прыжках под руководством тренера Мануэля Гиларте.
На молодёжном чемпионате мира 2013 года в Донецке Мартинес повторил рекорд молодёжного чемпионата мира, установленным соотечественником Эктором Дайро Фуэнтесом в 2005 году, с результатом 16,63 метра он стал чемпионом.
На летних Олимпийских играх 2016 года в Бразилии Ласаро отобрался в состав участников и по результатам соревнований стал 8-м с результатом 16,68 метра.
На чемпионате мира 2022 года в США, кубинец квалифицировался в финал и занял итоговое пятое место с результатом 17,06 метра.
В 2023 году на чемпионате мира в Будапеште Мартинес занял второе место в тройном прыжке с результатом 17,41 м.

## Основные результаты
| Год  | Соревнование     | Место проведения         | Место | Результат |
| ---- | ---------------- | ------------------------ | ----- | --------- |
| 2016 | Олимпийские игры | Рио-де-Жанейро, Бразилия | 8     | 16,68 м   |
| 2017 | Чемпионат мира   | Лондон, Великобритания   | 12    | 16,25 м   |
| 2022 | Чемпионат мира   | Юджин, США               | 5     | 17,06 м   |
| 2023 | Чемпионат мира   | Будапешт, Венгрия        | 2     | 17,41 м   |